# KOO
KOO är ett sydafrikanskt varumärke för konserverade vegetabilier, särskilt konserverad frukt. De tillverkar även marmelad.
KOO grundades 1940 och ingår idag i Tiger Brands-koncernen. KOO tillverkar bland annat konserver av bönor, frukt och grönsaker. KOO har framröstats som Sydafrikas tredje populäraste matvarumärke 2006. 